# 平田敦子
平田 敦子（ひらた あつこ、1963年7月2日 - ）は、東京都出身の女優。吉本興業所属。

## 人物・経歴
趣味はパソコンいじり、片思い。特技は割り勘、もんじゃ作り。
1992年に小松和重が座長の劇団「サモ・アリナンズ」の結成に参加。以後同劇団をほぼホームとし、多くの公演に出演。
また、Piper、G2プロデュース、転球劇場、小林賢太郎プロデュース公演 (KKP)、ザ・プラン9、自転車キンクリートSTORE 他、プロデュース公演やテレビドラマ等にも幅広く出演している。

## 出演作品

### 舞台
- ニッキーズ・パビリオン（2001年 作・演出：故林広志）
- 小林賢太郎プロデュース公演（作・演出・出演：小林賢太郎）
  - #001 good day house（2002年8月27日 - 9月1日、アートスフィア / 9月10日 - 11日、シアター・ドラマシティ） - 大家さんの奥さん 役
  - #002 Sweet7（2003年6月27日 - 7月6日、本多劇場 / 7月10日 - 13日、近鉄小劇場） - 瀬込ヘキル 役
- Play Topic（作・演出：青木豪）
- ダブリンの鐘つきカビ人間（2005年10月 - 11月、ル・テアトル銀座他） - 膝小僧 役
- ザ・プラン919th本公演「7-8X4月」（2006年3月）
- 福田転球と平田敦子による二人芝居[2]
  - 第1弾 にく女（2007年3月12日 - 13日、in→dependent theatre 2nd、3月15日 - 18日、下北沢小劇場楽園）
  - 第2弾 つゆ男（2007年12月4日 - 9日、THEATER/TOPS / 12月13日 - 16日、HEP HALL）[3]
  - 第3弾 戸惑い男、待ち女（2009年4月29日 - 5月3日、下北沢駅前劇場 / 5月8日 - 10日、in→dependent theatre 2nd）
  - 第4弾 ミッション女・プロジェクト男（2010年4月29日 - 5月3日、下北沢駅前劇場 / 5月7日 - 9日、in→dependent theatre 2nd）
- グリング「吸血鬼」（2009年3月5日 - 11日、青山円形劇場）
- ネルケプランニング「吸血鬼」（2010年6月4日 - 13日、PARCO劇場） - 藤村佳恵 役
- バッド・アフタヌーン〜独立弁護士のやむを得ぬ嘘〜（作：小峯裕之、演出：土田英生 / 2011年8月13日 - 21日、赤坂レッドシアター）[4]
- ウサニ（作：野島伸司 / 2012年8月3日 - 26日、ル・テアトル銀座） - 三河屋（雑貨屋） 役[5]
- 久ヶ沢徹生誕50周年祭 久ヶ沢牛乳presents「A HALF CENTURY BOY」（2012年）
- 小野寺の弟・小野寺の姉（2013年7月12日 - 8月11日、天王洲銀河劇場 / 8月22日 - 28日、梅田芸術劇場シアター・ドラマシティ） - 江口のぶよ 役
- マクベス（演出：長塚圭史 / 2013年12月8日 - 21日、シアターコクーン）[6]
- 劇団EXILE「歌姫」（脚本：宅間孝行、演出：成田岳 / 2014年3月21日 - 30日、赤坂ACTシアター） - 鯖子 役[7]
- ドン・ドラキュラ（2015年4月9日 - 14日、アイアシアタートーキョー）
- イニシュマン島のビリー（作：マーティン・マクドナー、演出：森新太郎 / 2016年3月25日 - 4月10日、世田谷パブリックシアター / 4月23日 - 24日、シアター・ドラマシティ） - アイリーン 役[8]
- M&Oplaysプロデュース『流山ブルーバード』（2017年12月8日 - 12月27日、本多劇場 / 2018年公演予定 島根、大阪、広島、静岡、東京・大田区）
- ニンゲン御破算（Bunkamura30周年&大人計画30周年記念：2018年） - 隠し玉・婆あ屋） 役
- 音楽劇「GREAT PRETENDER グレートプリテンダー」（2021年7月4日 - 25日、東京建物 Brillia HALL（豊島区立芸術文化劇場） / 8月4日 - 8日、オリックス劇場） - キム・シウォン 役
- てなもんや三文オペラ（2022年6月8日 - 30日、PARCO劇場） - ルーシー役
- 家政夫のミタゾノ THE STAGE 〜お寺座の怪人〜（2022年11月17日 - 27日、EX THEATER ROPPONGI / 12月3日・4日、森ノ宮ピロティホール） - 阿部真理亜 役[9][10]
  - 家政夫のミタゾノ THE STAGE レ・ミゼラ風呂（2025年5月16日 - 6月8日、EX THEATER ROPPONGI / 6月13日 - 17日、森ノ宮ピロティホール / 6月21日・22日、七尾市文化ホール / 6月28日・29日、東海市芸術劇場 大ホール / 7月5日・6日、上野学園ホール / 7月12日・13日、名取市文化会館 大ホール）[11]
- PARCO PRODUCE 2024「リア王」（2024年3月8日 - 5月2日、東京芸術劇場 プレイハウス 他） - 道化 役[12][13]
- サモ・アリナンズプロデュース第28弾「蹂躙さん」（2025年3月23日 - 31日、下北沢ザ・スズナリ）[14]

### 映画
- 小島淳二『机上の空論』（2003年）
- YOSHIMOTO DIRECTOR'S 100 〜100人が映画撮りました〜（2007年）
- 信さん（2010年） ‐ 河村鈴子
- SP THE MOTION PICTURE（2010年10月30日、東宝） - 原川幸子 役
- バニラボーイ トゥモロー・イズ・アナザー・デイ(2016年9月3日) - 家庭科の先生
- 未成年だけどコドモじゃない（2017年12月23日、東宝） - 大家さん 役[15]
- 増山超能力師事務所 激情版は恋の味（2018年） - 大谷津朋江 役
- 海辺の週刊大衆（2018年4月14日） - 僕の母親 役
- 美人が婚活してみたら（2019年3月23日） ‐ 沢渡 役
- 99.9-刑事専門弁護士-THE MOVIE-（2021年12月30日） - 上原 役
- 愛のゆくえ（2024年3月1日） - 笛おばさん 役[16]

### テレビドラマ
- RUN AWAY GIRL 流れる女（2005年、BSフジ）
- 土曜ドラマ SP 警視庁警備部警護課第四係（2007年、フジテレビ） - 原川幸子 役
- 24時間あたためますか?〜疾風怒涛コンビニ伝〜（2008年3月15日、日本テレビ）
- スミレ16歳!!（2008年4月13日 - 6月29日、BSフジ）
- 天地人（2009年、NHK） - 朝日姫 役
- 名探偵の掟（2009年） ‐ 紺野ミドリ
- デカ007（2010年4月26日、日本テレビ） - 由美恵 役
- 贖罪（2012年1月20日 - 2月5日、WOWOW） - 洋子おばさん 役
- デカ 黒川鈴木（2012年2月16日、読売テレビ） - 主婦 役
- はつ恋（2012年、NHK） - 生保レディ・田口 役
- お助け屋☆陣八（2013年1月24日、読売テレビ） - 饅頭屋 役
- 白衣のなみだ 第2部「慈命」（2013年、東海テレビ） - 才原晴美 役
- ハクション大魔王（2013年11月17日、フジテレビ）
- さんすう刑事ゼロ 第18話（2014年2月3日、NHK Eテレ） - 円井千賀子 役
- 植物男子ベランダー（NHK BSプレミアム）
  - SEASON1 第7話・第12話（2014年6月26日・9月17日） - なまず売りの女 役
  - SEASON2 第8話（2015年7月16日） - 謎の女店長 役
  - SEASON3 第4話（2016年5月12日） - なまず店長 役
- イタズラなKiss2〜Love in TOKYO 第7話 - 第14話（2015年1月12日 - 3月23日、フジテレビ） - 細井小百合 役
- マザー・ゲーム〜彼女たちの階級〜（2015年4月14日 - 6月16日、TBS） - 墨川区役所職員 役
- 連続テレビ小説 まれ（2015年、NHK）
- ウレロ☆無限大少女 第4話・第5話（2016年、テレビ東京） - 竜崎美玲 役
- 神の舌を持つ男 第6話（2016年8月12日、TBS） - 香川マスノ（土産物屋） 役
- HOPE〜期待ゼロの新入社員〜（2016年7月17日 - 9月18日、フジテレビ） - 織田佳子 役
- 家政夫のミタゾノ（テレビ朝日）- 阿部真理亜 役
  - 第1シーズン（2016年10月21日 - 12月19日）[17]
  - 第3シーズン（2019年4月19日 - 6月7日）
  - 第4シーズン（2020年4月24日 - 7月24日）
  - 第5シーズン（2022年4月22日 - 6月10日）
  - 第6シーズン（2023年10月10日 - 12月5日）[18][19]
  - 第7シーズン（2025年1月14日 - 3月11日）[20][21]
- 増山超能力師事務所（2017年1月5日 - 3月23日、読売テレビ・日本テレビ） - 大谷津朋江 役[22]
- 居酒屋ふじ（2017年7月9日 - 9月24日、テレビ東京） - 真山玲子（玲子さん） 役[23]
- 絶メシロード 第1話（2020年1月25日、テレビ東京） - 梅沢たか子 役
- でっけぇ風呂場で待ってます（2021年1月25日 - 4月4日、日本テレビ） - 端本りほ 役[24]
- 真犯人フラグ（2021年10月10日 - 2022年3月13日、日本テレビ） - 猫おばさん 役[25]
- スナック キズツキ 第11話（2021年12月18日、テレビ東京） - こぐま屋さんの母親 役
- ケイ×ヤク -あぶない相棒- 最終話（2022年3月17日、読売テレビ）
- ダ・カーポしませんか?（2023年1月16日 - 、テレビ東京） - 前山恵理子 役[26]
- 心霊内科医 稲生知性 （フジテレビFOB）- 小池志摩子 役[27]
  - 心霊内科医 稲生知性（2023年3月28日 - 31日）
  - 心霊内科医 稲生知性2（2023年12月27日 - 30日）[28]
- めぐる未来 第8話（2024年3月7日、読売テレビ） - 古橋 役
- 誘拐の日 第1話（2025年7月8日、テレビ朝日） - 食堂の店員 役[29]

### バラエティー
- 千原芸能社（関西テレビ）
- とんねるずのみなさんのおかげでした（2015年、フジテレビ）
- 演劇人は、夜な夜な、下北の街で呑み明かす…（2016年5月18日、2016年5月25日、BSスカパー）
- マスカットナイト（テレビ東京）- コーナー「マネーのババア」および「平田食堂」に“ヒラタのババア”、“平田のババア”として登場
- ゴッドタン（2017年8月26日、テレビ東京）- バカリズムのマジ歌「グラビアアイドル」のPVに出演。

### インターネット配信演劇
- 夢路空港（2022年4月16日、オンデマンド4月17日 - 5月8日配信、オンライン劇場ZA） - 大桑 役
- 家政負のヒカル（TELASA） - 阿部真理亜 役
  - Season1（2023年10月10日 - 12月5日）[30]
  - Season2（2025年1月14日 - 3月11日）[31]

### CM
- グリコ「パピコ」- ドラマSPとコラボレーション作品（2010年）
- サントリー 「ジャスミン焼酎・茉莉花」(2024年)